# 264
264（二百六十四、二六四、にひゃくろくじゅうよん）は、自然数または整数において、263の次で265の前の数である。

## 性質
- 264は合成数であり、約数は1, 2, 3, 4, 6, 8, 11, 12, 22, 24, 33, 44, 66, 88,  132, 264である。
  - 約数の和は720。
  - 61番目の過剰数である。1つ前は260、次は270。
- 平方数が回文数になる非回文数のうち2番目の数である。(2642 = 69696) 1つ前は26、次は307。
  - 平方数が回文数になる12番目の数である。1つ前は212、次は307。(オンライン整数列大辞典の数列 A002778)
- 78番目のハーシャッド数である。1つ前は261、次は266。
  - 12を基とする6番目のハーシャッド数である。1つ前は228、次は336。
- 264 = 23 × 3 × 11
  - 3つの異なる素因数の積で p 3 × q × r の形で表せる3番目の数である。1つ前は168、次は270。(オンライン整数列大辞典の数列 A189975)
- 2642 + 1 = 69697 であり、n 2 + 1 が素数になる45番目の数である。1つ前は260、次は270。
- 各位の積が各位の和の4倍になる5番目の数である。1つ前は246、次は426。(オンライン整数列大辞典の数列 A062036)
- 264 = 22 + 22 + 162 = 22 + 82 + 142 = 82 + 102 + 102
  - 3つの平方数の和3通りで表せる34番目の数である。1つ前は258、次は274。(オンライン整数列大辞典の数列 A025323)
- 264 = 22 + 82 + 142
  - 異なる3つの平方数の和1通りで表せる79番目の数である。1つ前は262、次は265。(オンライン整数列大辞典の数列 A025339)
- 3桁以上の数で最大桁と最小桁で作る数で元の数を割り切れる32番目の数である。1つ前は260、次は275。(オンライン整数列大辞典の数列 A108343)
例．264 ÷ 24 = 11
  - 26…64 の形の数はすべて24の倍数である。(例．26…64 = 11…11 × 24)
- 264 = 28 + 8
  - n = 8 のときの 2n + n の値とみたとき1つ前は135、次は521。(オンライン整数列大辞典の数列 A006127)
- 264の各桁を組み合わせ2桁の数を作ると (24, 26, 42, 46, 62, 64) となるが、これらすべての数を加えると264になる。このような性質をもつ2番目の数である。1つ前は132、次は396。(オンライン整数列大辞典の数列 A241754)
- n = 264 のとき n と n − 1 を並べた数を作ると素数になる。n と n − 1 を並べた数が素数になる31番目の数である。1つ前は262、次は268。(オンライン整数列大辞典の数列 A054211)
- 264 = 172 − 25
  - n = 17 のときの n 2 − 25 の値とみたとき1つ前は231、次は299。(オンライン整数列大辞典の数列 A098603)
- 約数の和が264になる数は2個ある。(215, 263) 約数の和2個で表せる22番目の数である。1つ前は210、次は272。
- 各位の和が12になる21番目の数である。1つ前は255、次は273。

## その他 264 に関連すること
- 西暦264年
- 紀元前264年
- 年始から数えて264日目は9月21日、閏年は9月20日。
- H.264は動画コーデック。
- 韓国で最も高いビルは道谷洞タワーパレス3で、高さ264メートル（正確には263.7メートル）。
- 第264代ローマ教皇はヨハネ・パウロ2世（在位：1978年10月16日～2005年4月2日）である。
- UFC 264
- RD-264
- Me 264 (航空機)